# Eloy Alfaro
Eloy Alfaro, ekvadorski general in politik, * 1842, † 1912.
Alfaro je bil predsednik Ekvadorja v letih 1985−1901 in 1906-1911. Bil je eden največjih nasprotikov prokatoliškokonzervativnega predsednika Gabriela Morena. Zaradi 
svojega sodelovanja v liberalni revoluciji leta 1895 in protikonzervativnega boja je bil znan tudi kot Stari bojevnik (Viejo Luchador) in General porazov (General de las Derrotas). 
Med njegove največje dosežke štejejo narodno enotnost in integriteto meja Ekvadorja, sekularizacijo države, modernizacijo družbe (posodobitev šolstva, javnega transporta, komunikacij,...),... 
Po njem se imenuje 1. vojaški kolidž Ekvadorja (Colegio Militar No. 1 "Eloy Alfaro") in zastavna ladja Ekvadorske vojne mornarice. Od leta 2000 je tudi upodobljen na kovancu za 50 ekvadorskih centov. 
Za svoje zasluge ga je Kongres Nikaragve imenoval za divizijskega generala. 

## Življenjepis
Alfaro, vodja Ekvadorske radikalne liberalne stranke, je bil pobudnik liberalne revolucije leta 1895, državnega udara, v katerem je odstranil predsednika Vicenteja Salazarja in se 5. junija istega leta razglasil za protiklerialnega diktatorja; 17. januarja 1897 do 1. septembra 1901 pa je bil znan kot ustavodajni predsednik. Njegov prvi mandat je predvsem zaznamovan s korenito sekularizacijo Ekvadorja. Sprva je podpiral svojega naslednika, nato pa mu je nasprotoval, dokler ni leta 1906 izpeljal še enega državnega udara, v katerem je odstranil izvoljenega predsednika Lizarda Garcio in se razglasil za vrhovnega diktatorja; na tem položaju je ostal do 12. avgusta 1911. V drugem mandatu je vpeljal številne novosti: svoboda govora, legalizacija civilnega zakona in ločitve. Zgraditi je dal številne javne šole ter vpeljal pravico do brezplačnega in sekularnega šolstva. Največji dosežek mandata pa velja dokončanje Transandske železnice, ki povezuje Guayaquil in Quito. 
Kot prostozidar se je v svojem času nenehno ukvarjal z bojem proti vplivu Rimskokatoliške cerkve. Tako je dal zaseči cerkveno imetje, izgnal verske redove ter ni dovolil ustanavljanje novih samostanov.  Njegov protikatoliškim ukrepom se je primarno zapostavil nadškof Quita Federico González Suárez.
Leta 1911 so ga njegovi bivši podporniki odstranili s položaja, nakar je še isto leto hotel izvesti svoj tretji državni udar. Novo državno vodstvo je slednjega preprečilo in Alfara izgnalo v Panamo. 4. januarja 1912 se je vrnil v Ekvador kot vodja novega državnega udara, katerega pa je zatrl general Leónidas Plaza Gutiérrez. Alfaro je bil ujet in poslan v zapor v Quitu. 28. januarja 1912 je skupina prokatoliških vojakov, katerih geslo je bilo Viva la religión y mueran los masones (Živela religija in smrt prostozidarjem), vdrla v zaport, kjer so se nahajali uporniki in jih izvlekla iz zapora v mesto; privezali so jih na konje, ki so jih vlekli za seboj. Še preden so prišli do mestnih vrtov, so bili vsi mrtvi. Danes se na tem mestu nahaja spomenik. Nekaj dni pozneje so Alfara tajno pokopali v Quitu, nato pa so njegove posmrtne ostanke v 40. letih 20. stoletja prestavili v mavzolej v Guayaquilu. Na pobudo predsednika  Rafaela Correaja so del njegovega prahu izkopali in ga pokopali v mestu Monticristi, kjer je leta 2008 potekala nacionalna ustavodajna skupščina. 
Danes je v Ekvadorju in delu Južne Amerike ime Alfaro sinonim za revolucijo.